# 심수봉
심수봉(沈守峰, 본명: 심민경(沈玟卿), 1955년 7월 11일 ~ )은 대한민국의 가수이다.

## 학력
- 인화여자고등학교 (졸업)
- 명지대학교 (경영학 76 / 학사)

## 생애

### 가수 데뷔 이전
1950년 8월 28일 증조부, 조부, 백부, 숙부, 부친, 고모 등이 모두 유명한 음악인인 가정에서 태어났다. 피아노와 재즈음악을 연습하여 로큰롤을 주로 연주했던 보컬 그룹 <논스톱>의 드럼 주자로 미8군 부대 전용 클럽 무대에 섰다. 이 때 같은 그룹은 아니었지만 같은 부대에서 함께 활동하던 김수희와 친분을 쌓게 되었다. 워낙 음악적 재능이 뛰어나 여러 악기를 다루는데 능통하였으며 음악을 할 수 있는 곳이라면 여러 장소를 찾아갔었다.
한편, 공식적으로는 1955년 서산군에서 태어난 것으로 신고되어 있었으나 실제로는 5살 줄여진 나이였다.

### 가수 데뷔 이후

#### 데뷔
1976년 남산 도큐호텔 23층 스카이라운지에서 피아노를 치며 아르바이트를 하던 심수봉은 당대 최고의 가수이던 나훈아가 우연찮게 손님으로 들르자 서비스 겸 그의 노래 '물레방아 도는데'를 즉석에서 라이브로 선물했다. 피아노를 치며 즉석에서 자신의 노래를 부르는 심수봉을 본 나훈아는 바로 어딘가로 나가더니 곧바로 유명 음반사 사장 둘을 데려와서 "이 사람이 가수가 안 되면 누가 되나"라며 데뷔를 권유했다. 그리고 그의 주선으로 1976년 신세기 레코드와 50만원에 음반취입 계약을 맺고 녹음에 들어간다. 하지만 음반사와의 분쟁으로 음반발매가 취소되었고 심수봉은 같은 해 명지대학교 경영학과에 입학했다.
| “ | 나훈아 선배가 신세기레코드 사장에게 노래를 만들어왔고, 한 달 안에 절 설득해서 노래를 부르게 했죠. 당시 나훈아 선배가 만든 '여자이니까'를 취입했는데 결국 흐지부지돼 발표하지 않았어요. | ” |

그 후 명지대학교 경영학과에 재학 중이던 1978년, 대학생의 자격으로 제2회 MBC 대학가요제에 명지대생으로 참가한 심수봉은 자신이 직접 작곡과 작사를 한〈그때 그 사람〉으로 당시 배철수, 노사연, 임백천 등 쟁쟁한 참가자들과 경쟁하였다. 심수봉은 참가했던 가요제에서 입상을 하지는 못했지만, 대학가요제에서 최초로 트로트 장르로 출전한 이색적인 경력으로 대중들에게 주목받았고 자신이 공부했던 재즈 음악이 아닌 트로트로 처음 가요계에 발을 디뎠다.
경연 다음날 연락이 온 음반사 지구레코드와 계약을 맺고 가요제에서 불렀던 자작곡 <그때 그 사람>과 동일한 제목으로 1979년에 첫번째 정식 앨범을 발표한다.

#### 청와대 연예인
1975년에 처음으로 청와대 연회에 초청받아 박정희 대통령 앞에서 노래를 불렀다. 대통령과의 첫 대면에서 중학교 때 첫사랑인 가정교사 선생님으로부터 받은 일본 가수 ‘미소라 히바리’의 ‘슬픈 술’을 첫 곡으로 불렀다. 박 대통령은 청와대 연회에 일본 가수를 데려온 줄 알고 처음에는 언짢아 하였다가, 그녀가 곧이어 눈물젖은 두만강, 황성옛터를 부르자 그제야 한국 가수임을 알고 눈물을 흘리며 좋아했다고 한다.
데뷔 이후에도 줄곧 청와대 연회에 초청되었던 심수봉은 자연스레 청와대 측근들과도 면식이 생기게 되었다. 10.26 사건 당일 궁정동 대통령경호관 대기실에 들어갔을 때도 평소 지면이 있던 대통령경호실 경호부처장 안재송을 알아보았다.
심수봉은 이미 예전부터 청와대를 자주 오가며 박정희 대통령과 경호관들과도 이미 직접적인 안면이 있었던 청와대 연예인이었다. 며칠 전에 처음 만났던 박선호가 왜 당일 스케쥴까지 바꿔가며 그녀를 고집했는지, 왜 익숙했던 대통령 방문을 굳이 비밀로 하였는지, 왜 대통령을 기다리게 하면서까지 심수봉을 암살 현장에 데려오려고 했는지는 알 수 없다.

### 10.26 사건
10.26 사건 당일 심수봉은 집에서 중앙정보부 의전과장 박선호로부터 호출 연락을 받게 되었다. 심수봉은 당일 저녁 '쇼쇼쇼' 프로그램 녹화 스케줄이 잡혀있었기에 제안을 거절하였으나, 박선호는 스케줄 문제를 알아서 해결하겠다고 말하자 일거리로 연예인들 공연이 있다는 것으로 알아듣고 승낙하게 되었다. 이 때 심수봉은 공연을 위해 흑석동에서 기타를 사다가 약속장소인 프라자 호텔에 늦게 도착하였고 그 곳에서 박선호와 함께 기다리고 있던 신제순을 만났다. 훗날 조갑제와의 인터뷰에서 만약 대통령을 만나러 가는 자리라는 것을 미리 알았다면 박정희를 기다리게 행동은 쉽게 하지 못했을 것이라고 회고하였다.
박선호는 심수봉과 신제순을 차에 태우고 오후 6시 40분 쯤 궁정동에 위치한 중앙정보부 안가에 도착하였으며 그 곳에서 간단한 예절교육을 하고 이들에게 기밀서약 유지서를 작성하게 하였다. 심수봉이 만찬 중간에 노래를 부르던 중, 김재규는 신재순이 1절 후렴을 막 시작하려고 할때 박정희가 김영삼을 구속기소해야 한다는 질책에 김재규는 "이미 제명당한 김영삼을 구속시키면 국민들은 그를 두 번 죽이는 거라고 인식할 겁니다. 박정희 대통령이 "자유당 때는 최인규나 곽영주가 발포명령을 하여 사형을 당하였지만, 내가 직접 발포명령을 하면 대통령인 나를 누가 사형하겠느냐?"라며 사태가 심각해지면 직접 발포명령을 내리겠다고 말했고, 차지철은 여기에 덧붙여 캄보디아에서 300만명 죽였는데를 "부산·마산 시민 100만~200만 명쯤 희생시켜도 괜찮지 않겠느냐?'는 말을 했다. 김재규가 차지철에게 고성을 지르고 발포하며 끊겼다. 심수봉과 신재순의 이 증언 차이는 의자매까지 맺으며 친밀했던 관계가 소원해지는 원인이 되기도 했다. 김재규 중앙정보부장이 차지철 경호실장과 박정희 대통령에게 권총으로 그들을 저격하였다. 심수봉은 인터뷰에서 본인이 노래를 부르고 있던 와중에 김재규가 고함을 치며 차지철에게 먼저 총을 쏘았으며, 몇초 뒤 총구를 박정희에게 겨눠 총을 발사하였다고 증언했다. 박정희가 총에 맞은 직후 김재규가 총알이 떨어져 잠시 방을 나간 사이, 심수봉과 신제순은 박정희에게 다다가가 "각하 괜찮으십니까?" 라고 물었고, 박정희는 매우 작은 목소리로 "난 괜찮아..." 라고 짧게 답을 했다. 그 직후 김재규가 다시 권총을 들고 방 안에 들이닥쳤고, 저항하려던 차지철을 먼저 쏜 뒤 박정희에게 다가가 대퇴부에 1발 더 총을 발사하였다.
상황이 정리된 뒤 박선호는 심수봉과 신제순을 차에 태워 프라자 호텔로 데려다준 뒤, 오늘 벌어진 일에 대해 절대적으로 함구할 것을 주문한 뒤 자리를 떴다.

#### 10.26 사건 이후
10.26 사건 2개월 뒤인 1979년 12월, 전두환을 위시한 신군부 세력이 군사반란을 일으키자 심수봉은 수사에 연루되었다. 비록 무죄 판결을 받았으나 심수봉은 신군부에 의해 1984년까지 방송 출연 금지조치를 당했고, 정신병원에 강제입원되는 등 1980년대 내내 정상적인 가수 활동을 하지 못하였다. 가수 활동의 길이 막히자 심수봉은 배우로 전향, 1980년 영화 《아낌없이 바쳤는데》에 주연으로 발탁되었다. 특히 심수봉은 영화 주제곡 OST도 직접 만들고 불렀다. 심수봉의 복귀작으로 화제의 중심이 된 영화《아낌없이 바쳤는데》는 개봉 이후 관객 5만명을 돌파하는 흥행몰이에 성공했고, 홍콩으로 수출까지 성사되었다.
또한, 1979년에는 드라마《순자의 가을》주제곡 OST〈순자의 가을〉도 직접 만들어 불렀다.〈순자의 가을〉이라는 곡은 처음에는 문제가 없었지만, 1980년 전두환정권이 출범하자, 노래 제목에 영부인의 이름 '순자' 가 나온다는 이유로 방송 금지 조치를 당했다. 1983년 후배 가수 방미가 이 노래의 제목을〈올 가을엔 사랑할거야〉로 변경하고 가사 일부를 수정해 인기를 모았다.
1984년 방송 금지 조치가 해제되자, 그 때의 아쉬움을 달래려 《올 가을엔 사랑할거야》라는 제목으로 다시 음반을 취입하기도 했다. 1984년에 가요계에 복귀한 뒤 가정문제로 침체기에 빠졌던 상황에서 직접 작곡, 작사한〈남자는 배 여자는 항구〉가 수록된 앨범이 외설시비에도 불구하고, 2만 여장이나 팔리는 판매량을 기록하며 심수봉은 다시 전성기를 구가했다.
그러나 1985년 발표한〈무궁화〉라는 곡도 히트하였지만 가사가 시대적 상황에 국민을 선동하는 뜻이 있다고 여겨져 방송 하루만에 금지 조치를 당했다. 다른 가수들보다 직접적인 정치적 탄압을 많이 받아 가수활동에 지장을 많이 받았던 심수봉은 자신이 경험했던 것들을 음악에 표현하면서 대중들의 이목을 집중시켰고 슬프고 애절한 곡들을 많이 불렀다.

#### 민주화 이후
1987년에 정통 트로트〈사랑밖엔 난 몰라〉를 발표하였으며 특히 이 곡의 가사가 사랑받고 싶은 여성의 마음을 담은 노래이기도 해서 여성들에게 널리 불렸다. 1997년에는 알라 푸가초바의 같은 뜻을 가진 제목의 러시아어 노래를 한국어로 번안하고 새로운 멜로디로 편곡한〈백만송이 장미〉가 히트하였다.
2005년, 전국투어콘서트를 진행하던 심수봉은 이혼 때문에 자신의 딸과 헤어졌던 사연을 담은〈아이야〉를 부르며 눈물을 흘리기도 했다. 국민가수라 불리고 있는 심수봉은 자신의 음반을 제작할 때마다 새로운 노래를 직접 만들어서 수록했었는데 거의 대부분의 히트곡은 심수봉이 작곡하고 작사한 작품이다. 이와 같은 음악적 재능을 겸비한 심수봉은 대한민국 가요계 제 1세대 여성 싱어송라이터 중 하나로 손꼽히고 있다.
2011년 이후에는 방송보다는 공연 위주의 활동을 하였다.

## 가족
- 증조부 - 심팔록 (沈八綠, 피리 명인, 가야금 명인, ? ~ 1883년)
  - 큰조부 - 심창래 (沈昌來, 가야금 산조의 제1세대 명인, 1870년? ~ 1895년)
    - 당숙 - 심상건 (沈相健, 가야금 명인, 1889년 ~ 1965년)
      - 6촌 형제자매(첫째~셋째) - 심씨 (사망)
      - 6촌 언니(넷째) - 심태진 (1920년 ~ 생존 불분명)
      - 6촌 형제자매(다섯째~여덟째) - 심씨 (사망)
      - 6촌 언니(막내) - 심태임 (1929년 ~ 생존 불분명)
      - 2020년 기준 3명은 요절했고 성인이 될 때까지 살아남아 미국으로 건너간 5남매 중 3명은 사망했다.[18]

    - 당숙 - 심사건 (판소리 인간문화재)

  - 조부 - 심정순 (沈正淳, 판소리 중고제 대가, 가야금 명인, 1873년 ~ 1937년)
  - 조모 - 윤용 (1883년 ~ 1933년)
    - 부 - 심재덕 (沈載德, 민요수집가, 1899년 9월 26일 (음력 8월 22일) ~ 1967년)
    - 전모 - 임순덕 (1896년 ~ 1989년)
      - 이복 큰언니 - 심인숙 (1925년 ~ 생존 불분명)
      - 이복 작은언니 - 심현숙
      - 이복 막내언니 - 심의숙
        - 이복 조카 - 손금찬
        - 이복 조카며느리 - 진숙
          - 이복 조카손자 - 손태진 (팬텀싱어 우승멤버이자 불타는 트롯맨 우승자)[19]

      - 이복 오빠 - 심현구(일제 때 행방불명)

    - 모 - 장형복 (張炯福, 평안남도 진남포 출신, 1925년 ~ )
      - 전남편 - 한기석 (심리학자, 1949년 ~ )
        - 자 - 한승현 (1980년 ~ )

      - 전남편 - 박진섭 (사업가, 1953년? ~ )
        - 녀 - 박성희 (1984년 ~ )

      - 남편 - 김호경 (1953년 ~ )
        - 자 - 김규현

    - 계부 - 이관근 (1919년 ~ ?)
      - 이부 남동생 - 이상민
      - 이부 여동생 - 이상나

    - 숙부 - 심재민 (농사꾼 또는 음악인, 1901년 또는 1909년 ~ 2000년)
    - 고모 - 심혜영 (심매향, 조선권번과 대정권번의 이름난 예기, 1907년 ~ 1927년)
    - 고모 - 심화영 (沈嬅英, 충남 무형문화재, 승무 인간문화재, 판소리 명창, 1913년 9월 4일 (음력 8월 4일) ~ 2009년 11월 17일)
      - 당질 - 이애리

  - 작은할아버지 - 심씨(농사꾼, 1875년 ~ ?)

## 정규 앨범
- 1978년 10월《제 2회 MBC 대학가요제 omnibus - 그때 그사람》
- 1979년 5월 《심수봉/최현군 스필릿 음반 - 그때 그 사람/ 젊은 太陽》
- 1979년 9월 《심수봉과 나훈아의 아베크SONG! - 여자이니까》[20]
- 1980년 1월 《심수봉 골든디럭스20곡 - 당신은 누구시길래/여자이니까》
- 1980년 7월 《심수봉의 제3탄 - 아낌없이 바쳤는데》
- 1982년 7월 《심수봉의 노래천국 메들리》
- 1984년 4월 《심수봉 신곡 1집: 그대와 탱고를/남자는 배 여자는 항구》
- 1985년 5월 《심수봉 신곡 2집: 무궁화/나의 사계절》
- 1987년 2월 《沈守峰 - 사랑밖엔 난 몰라》
- 1987년 8월 《沈守峰 - 님이여. 나는 야구광》
- 1988년 9월 《심수봉 - 미워요/이슬비 내리는 오후》
- 1991년 3월 《沈守峰 - 자기. 우리는 타인》
- 1994년 11월《7th 沈守峰 단가집 - 비나리/눈물의 술》
- 1996년 1월 《심수봉 `96 Music Drama - 비나리/눈물의 술》
- 1999년 2월 《심수봉 - 아! 나그네/잃어버린 사랑》
- 2001년 11월《沈守峰 - 사랑했던 사람아/ 진실 그 사랑》
- 2003년 10월《심수봉 - 비나리》
- 2005년 1월 《10집 꽃 - 개여울 / 이별 없는 세상》
- 2007년 10월《11집 - 오늘, 문득》

## 출연작 OST

### 드라마 출연작
- 1979년 《순자의 가을》 주제곡 OST - 《순자의 가을》(나중에 《올 가을엔 사랑할거야》로 곡명 변경)[12]

### 영화 출연작
- 1980년 《아낌없이 바쳤는데》 - 심수봉(주연)
- 1980년 《아낌없이 바쳤는데》 주제가 OST[12]
- 2001년 《와이키키 브라더스》 엔딩곡 OST - 《사랑밖엔 난 몰라》[21]

## 방송 출연작
- 1993년 4월 11일 SBS 주병진쇼
- 1996년 3월 21일 KBS 2TV 가족오락관 게스트
- 2011년 6월 4일 KBS 2TV 《불후의 명곡 전설을 노래하다》 초대(제1대) 전설
- 2012년 2월 14일 KBS 2TV 《김승우의 승승장구》
- 2013년 4월 20일 KBS 2TV 《불후의 명곡 전설을 노래하다》 다시 부르는 심수봉 (불후의 명곡 최초로 전설을 다시 초대)
- 2012년 7월 KBS 2TV 《불후의 명곡 전설을 노래하다》 우승곡 《젊은 태양》
- 2021년 9월 19일 KBS 2TV 《피어나라 대한민국》본방송
- 2021년 9월 21일 KBS 2TV 《피어나라 대한민국》특별판
- 2023년 14일 MBN 《불타는 트롯맨》 준 결승전 심사 위원
- 미정  MBN 《현역가왕》  심사 위원

## 라디오
- 1993년 ~ 1995년 MBC 라디오 《심수봉의 트로트 가요앨범》 - 진행[22][23]

## 심수봉을 연기한 배우
- 제4공화국 - 정은수
- 코리아게이트 - 권은아
- 제5공화국 - 신동미
- 영화 그때 그사람들 - 김윤아

## 신파극
- 1999년 《아버님 전상서》(MBC 문화방송 신파극)

## 저서
- 1994년 《사랑밖엔 난 몰라》

## 수상
- 1978년 제2회 MBC 대학가요제 입선
- 1979년 KBS 가요대상 신인상
- 1979년 MBC 10대 가수 가요제 10대 가수상
- 2009년 Mnet 아시안 뮤직 어워드 - 명예의 전당 (최초 수상)
- 2013년 KBS 2TV 불후의 명곡 전설을 노래하다 - 《시청자가 뽑은 다시 보고 싶은 전설 1위》
- 2018년 제9회 대한민국 대중문화예술상 대통령 표창